# Catalina Coll
Catalina Thomas Coll Lluch, meglio nota come Cata Coll (Pòrtol, 23 aprile 2001), è una calciatrice spagnola, portiere del Barcellona e della nazionale femminile spagnola.

## Carriera

### Club
Cresciuta nelle giovanili dell'Athletic Marratxi, squadre della sua città, nel 2016 passa alla Collerense, in seconda divisione spagnola.
Nel marzo 2019 firma un contratto con il Barcellona, venendo tuttavia ceduta in prestito per un anno al Siviglia. Fa il suo esordio quindi in massima divisione spagnola durante la stagione il 15 settembre 2019, alla seconda giornata, nella sconfitta contro l'Atlético Madrid (3-0). Termina la stagione con 16 presenze collezionate e 15 reti subite.
Nell'estate 2020, tornata al Barcellona, viene integrata in prima squadra. Fa il suo esordio in blaugrana l'8 ottobre successivo, nella gara di Coppa della Regina vinta 6-0 ai danni della sua ex-squadra Siviglia. Il 9 dicembre seguente fa anche il suo esordio in Champions League, nella vittoria per 1-4 sul campo del PSV Eindhoven. Poco dopo, tuttavia, subisce un infortunio al menisco che la tiene lontana dai campi di gioco fino all'aprile 2021.
Nel febbraio 2023 rinnova il proprio contratto con le blaugrana fino al 2026.

### Nazionale
Ha disputato sia il campionato europeo under-17 nel 2016, all'età di soli 15 anni, da cui ne è uscita seconda classificata, sia quelli successivi, vincendo anche l'edizione 2018. Viene convocata poi nel 2018 con la selezione under 20, arrivando seconda al campionato mondiale.
Nel 2023, in occasione della coppa del mondo, viene chiamata in nazionale maggiore. Fa il suo esordio in nazionale nella partita degli ottavi di finale, vinta 1-5 contro la Svizzera. Gioca il resto delle gare da titolare, laureandosi a fine competizione campionessa del mondo.

## Statistiche

### Presenze e reti nei club
Statistiche aggiornate al 7 giugno 2025.
| Stagione          | Squadra           | Campionato        | Campionato | Campionato | Coppe nazionali | Coppe nazionali | Coppe nazionali | Coppe continentali | Coppe continentali | Coppe continentali | Altre coppe | Altre coppe | Altre coppe | Totale | Totale |
| Stagione          | Squadra           | Comp              | Pres       | Reti       | Comp            | Pres            | Reti            | Comp               | Pres               | Reti               | Comp        | Pres        | Reti        | Pres   | Reti   |
| ----------------- | ----------------- | ----------------- | ---------- | ---------- | --------------- | --------------- | --------------- | ------------------ | ------------------ | ------------------ | ----------- | ----------- | ----------- | ------ | ------ |
| 2019-2020         | Siviglia          | PD                | 16         | -15        | CR              | 2+              | 0+              |                    | -                  | -                  |             | -           | -           | 18+    | -15+   |
| 2020-2021         | Barcellona        | PD                | 7          | -1         | CR              | 3               | -3              | UWCL               | 1                  | -1                 | SE          | 0           | 0           | 11     | -5     |
| 2021-2022         | Barcellona        | PD                | 8          | -3         | CR              | 0               | 0               | UWCL               | 0                  | 0                  | SE          | 0           | 0           | 8      | -3     |
| 2022-2023         | Barcellona        | PD                | 3          | 0          | CR              | 0               | 0               | UWCL               | 0                  | 0                  | SE          | 0           | 0           | 3      | 0      |
| 2023-2024         | Barcellona        | PD                | 15         | -4         | CR              | 1               | 0               | UWCL               | 7                  | -3                 | SE          | 2           | 0           | 25     | -7     |
| 2024-2025         | Barcellona        | PD                | 22         | -12        | CR              | 5               | -4              | UWCL               | 11                 | -8                 | CC+SS       | 0+2         | 0           | 27     | -24    |
| Totale Barcellona | Totale Barcellona | Totale Barcellona | 55         | -20        |                 | 9               | -7              |                    | 19                 | -12                |             | 4           | 0           | 84     | -39    |
| Totale Carriera   | Totale Carriera   | Totale Carriera   | 71         | -35        |                 | 11+             | -7+             |                    | 19                 | -12                |             | 4           | 0           | 102+   | -54+   |

### Cronologia presenze e reti in nazionale
| Cronologia completa delle presenze e delle reti in nazionale ― Spagna | Cronologia completa delle presenze e delle reti in nazionale ― Spagna | Cronologia completa delle presenze e delle reti in nazionale ― Spagna | Cronologia completa delle presenze e delle reti in nazionale ― Spagna | Cronologia completa delle presenze e delle reti in nazionale ― Spagna | Cronologia completa delle presenze e delle reti in nazionale ― Spagna | Cronologia completa delle presenze e delle reti in nazionale ― Spagna | Cronologia completa delle presenze e delle reti in nazionale ― Spagna |
| Data                                                                  | Città                                                                 | In casa                                                               | Risultato                                                             | Ospiti                                                                | Competizione                                                          | Reti                                                                  | Note                                                                  |
| --------------------------------------------------------------------- | --------------------------------------------------------------------- | --------------------------------------------------------------------- | --------------------------------------------------------------------- | --------------------------------------------------------------------- | --------------------------------------------------------------------- | --------------------------------------------------------------------- | --------------------------------------------------------------------- |
| 5-8-2023                                                              | Auckland                                                              | Svizzera                                                              | 1 – 5                                                                 | Spagna                                                                | Mondiali 2023 - Ottavi di finale                                      | -1                                                                    |                                                                       |
| 11-8-2023                                                             | Wellington                                                            | Spagna                                                                | 2 – 1 dts                                                             | Paesi Bassi                                                           | Mondiali 2023 - Quarti di finale                                      | -1                                                                    |                                                                       |
| 15-8-2023                                                             | Auckland                                                              | Spagna                                                                | 2 – 1                                                                 | Svezia                                                                | Mondiali 2023 - Semifinale                                            | -1                                                                    |                                                                       |
| 20-8-2023                                                             | Sydney                                                                | Spagna                                                                | 1 – 0                                                                 | Inghilterra                                                           | Mondiali 2023 - Finale                                                | -                                                                     |                                                                       |
| 22-9-2023                                                             | Göteborg                                                              | Svezia                                                                | 2 – 3                                                                 | Spagna                                                                | UEFA Women's Nations League 2023-2024 - 1º turno                      | -2                                                                    |                                                                       |
| 26-9-2023                                                             | Cordova                                                               | Spagna                                                                | 5 – 0                                                                 | Svizzera                                                              | UEFA Women's Nations League 2023-2024 - 1º turno                      | -                                                                     |                                                                       |
| 27-10-2023                                                            | Salerno                                                               | Italia                                                                | 0 – 1                                                                 | Spagna                                                                | UEFA Women's Nations League 2023-2024 - 1º turno                      | -                                                                     |                                                                       |
| 1-12-2023                                                             | Pontevedra                                                            | Spagna                                                                | 2 – 3                                                                 | Italia                                                                | UEFA Women's Nations League 2023-2024 - 1º turno                      | -3                                                                    |                                                                       |
| 23-2-2024                                                             | Badajoz                                                               | Spagna                                                                | 3 – 0                                                                 | Paesi Bassi                                                           | UEFA Women's Nations League 2023-2024 - Semifinale                    | -                                                                     |                                                                       |
| 28-2-2024                                                             | Siviglia                                                              | Spagna                                                                | 2 – 0                                                                 | Francia                                                               | UEFA Women's Nations League 2023-2024 - Finale                        | -                                                                     |                                                                       |
| 31-5-2024                                                             | Vejle                                                                 | Danimarca                                                             | 0 – 2                                                                 | Spagna                                                                | Qual. Euro 2025                                                       | -                                                                     |                                                                       |
| 16-7-2024                                                             | La Coruna                                                             | Spagna                                                                | 2 – 0                                                                 | Belgio                                                                | Qual. Euro 2025                                                       | -                                                                     |                                                                       |
| 25-7-2024                                                             | Nantes                                                                | Spagna                                                                | 2 – 1                                                                 | Giappone                                                              | Olimpiadi 2024 - 1º turno                                             | -1                                                                    |                                                                       |
| 28-7-2024                                                             | Nantes                                                                | Spagna                                                                | 1 – 0                                                                 | Nigeria                                                               | Olimpiadi 2024 - 1º turno                                             | -                                                                     |                                                                       |
| 31-7-2024                                                             | Bordeaux                                                              | Brasile                                                               | 0 – 2                                                                 | Spagna                                                                | Olimpiadi 2024 - 1º turno                                             | -                                                                     | 75’                                                                   |
| 3-8-2024                                                              | Lione                                                                 | Spagna                                                                | 2 – 2 dts (4 – 2 dtr)                                                 | Colombia                                                              | Olimpiadi 2024 - Quarti di finale                                     | -2                                                                    |                                                                       |
| 6-8-2024                                                              | Marsiglia                                                             | Brasile                                                               | 4 – 2                                                                 | Spagna                                                                | Olimpiadi 2024 - Semifinale                                           | -4                                                                    | 90’                                                                   |
| 9-8-2024                                                              | Décines-Charpieu                                                      | Spagna                                                                | 0 – 1                                                                 | Germania                                                              | Olimpiadi 2024 - Finale 3º posto                                      | -1                                                                    | 63’                                                                   |
| 25-10-2024                                                            | Almendralejo                                                          | Spagna                                                                | 1 – 1                                                                 | Canada                                                                | Amichevole                                                            | -1                                                                    |                                                                       |
| 29-10-2024                                                            | Vicenza                                                               | Italia                                                                | 1 – 1                                                                 | Spagna                                                                | Amichevole                                                            | -1                                                                    |                                                                       |
| 21-2-2025                                                             | Valencia                                                              | Spagna                                                                | 3 – 2                                                                 | Belgio                                                                | UEFA Women's Nations League 2025 - 1° turno                           | -2                                                                    |                                                                       |
| 26-2-2025                                                             | Wembley                                                               | Inghilterra                                                           | 1 – 0                                                                 | Spagna                                                                | UEFA Women's Nations League 2025 - 1° turno                           | -1                                                                    |                                                                       |
| 4-4-2025                                                              | Paços de Ferreira                                                     | Portogallo                                                            | 2 – 4                                                                 | Spagna                                                                | UEFA Women's Nations League 2025 - 1° turno                           | -2                                                                    |                                                                       |
| 8-4-2025                                                              | Vigo                                                                  | Spagna                                                                | 7 – 1                                                                 | Portogallo                                                            | UEFA Women's Nations League 2025 - 1° turno                           | -1                                                                    |                                                                       |
| 30-5-2025                                                             | Lovanio                                                               | Belgio                                                                | 1 – 5                                                                 | Spagna                                                                | UEFA Women's Nations League 2025 - 1° turno                           | -1                                                                    |                                                                       |
| 3-6-2025                                                              | Cornellà de Llobregat                                                 | Spagna                                                                | 2 – 1                                                                 | Inghilterra                                                           | UEFA Women's Nations League 2025 - 1° turno                           | -1                                                                    |                                                                       |
| 27-6-2025                                                             | Leganés                                                               | Spagna                                                                | 3 – 1                                                                 | Giappone                                                              | Amichevole                                                            | -1                                                                    |                                                                       |
| 18-7-2025                                                             | Berna                                                                 | Spagna                                                                | 2 – 0                                                                 | Svizzera                                                              | Euro 2025 - Quarti di finale                                          | -                                                                     |                                                                       |
| 23-7-2025                                                             | Zurigo                                                                | Germania                                                              | 0 – 1 dts                                                             | Spagna                                                                | Euro 2025 - Semifinale                                                | -                                                                     |                                                                       |
| 27-7-2025                                                             | Basilea                                                               | Inghilterra                                                           | 1 – 1 dts (3 - 1 dtr)                                                 | Spagna                                                                | Euro 2025 - Finale                                                    | -1                                                                    |                                                                       |
| Totale                                                                |                                                                       | Presenze                                                              | 30                                                                    |                                                                       | Reti                                                                  | -28                                                                   |                                                                       |

## Palmarès

### Club

#### Competizioni nazionali
- Campionato spagnolo: 5

Barcellona: 2020-2021, 2021-2022, 2022-2023, 2023-2024, 2024-2025
- Coppa della Regina: 3

Barcellona: 2020-2021, 2021-2022, 2023-2024
- Supercoppa spagnola: 4

Barcellona: 2022, 2023, 2024, 2025

#### Competizioni internazionali
- UEFA Women's Champions League: 3

Barcellona: 2020-2021, 2022-2023, 2023-2024

### Nazionale
- UEFA Women's Nations League: 1

2023-2024
- Campionato mondiale: 1

2023
- Campionato mondiale under 17: 1

2018
- Campionato d'Europa under 17: 1

2018

### Individuale
- Guanto d'Oro mondiale under 17: 1

Uruguay 2018